# Пиперков-Чифлик
Пипе́рков-Чифли́к (болг. Пиперков чифлик) — село в Кюстендильській області Болгарії. Входить до складу общини Кюстендил.

## Населення
За даними перепису населення 2011 року у селі проживали 959 осіб, з них 919 осіб (99,9%) — болгари.
Розподіл населення за віком у 2011 році:
Динаміка населення: